# Tylmanowa
Tylmanowa est une localité polonaise de la gmina d'Ochotnica Dolna et du powiat de Nowy Targ en voïvodie de Petite-Pologne.